# Senkivți, Zolotonoșa
Senkivți (în ucraineană Сеньківці) este un sat în comuna Drabivți din raionul Zolotonoșa, regiunea Cerkasî, Ucraina.

## Demografie
Componența lingvistică a localității Senkivți
     Ucraineană (99,31%)
     Alte limbi (0,69%)
Conform recensământului din 2001, majoritatea populației localității Senkivți era vorbitoare de ucraineană (99,31%), existând în minoritate și vorbitori de alte limbi.